# На острові
На острові — новела українського письменника Михайла Коцюбинського, написана у 1912 році.

## Тема
Опис життя на острові: місцевого побуту та природи.

## Ідея
Нескінченність життя, його постійне відродження, символом якого у новелі є квітка агави.

## Історія створення
У 1911 році, перебуваючи на острові Капрі на запрошення М. Горького, М. Коцюбинський написав М. Могилянському: «…думаю зробити спробу написати щось про Капрі — се мають бути дрібнички, враження, картинки, сонце, море, природа і трошки людини, яка усе те любить».
По поверненню, Коцюбинський з Чернігова писав Горькому: «Я вже почав працювати. Написав два оповідання та хочу впорядкувати свої капрійські враження».
Новела була вперше надрукована у «Літературно-науковому віснику» у 1913 році.

## Сюжет
Події у новелі передаються через думки людини, яка приїхала на острів задля відпочинку.
Чоловік подумки висловлює власні враження: йому подобається рух людей на вулицях; він відмічає дзвони годинника на башті, які можуть бути поважними або скромними. Його увагу привертає гора Монте Соларо, оповита сивим туманом.
Окреме місто в його думках займає море і старий рибак Джузеппе. Джузеппе завжди співає, радіючи життю і саме це подобається оповідачеві.
Далі — зустрічі очима із вродливою незнайомкою, роман на рівні поглядів.
Та понад усіма іншими — враження від агави, квітки, яка «цвіте, щоб умерти, і умирає, щоб цвісти».

## Сприйняття
За словами українського літературознавця Сергія Єфремова, М. Коцюбинський написав «нарешті ті твори», у тому числі й новелу «На острові», «якими він себе вкоронував як дозрілий майстер слова».
Як наведено у журналі «Слово і Час», «… в оповіданні „На острові“… Коцюбинський майстерно передає цілий спектр пленерних вражень героя».
У статті, опублікованій у збірнику наукових праць Харківського національного педагогічного університету  імені Г. С. Сковороди, зазначено, що «У своїй новелі „На острові“ М. Коцюбинський із художньою яскравістю і психологічною точністю з текстовим і підтекстовим смисловими ритмами змальовує свідомість, її складні імпульси і функціонали, її безперервний плин».